# Estação Aeropuerto T4

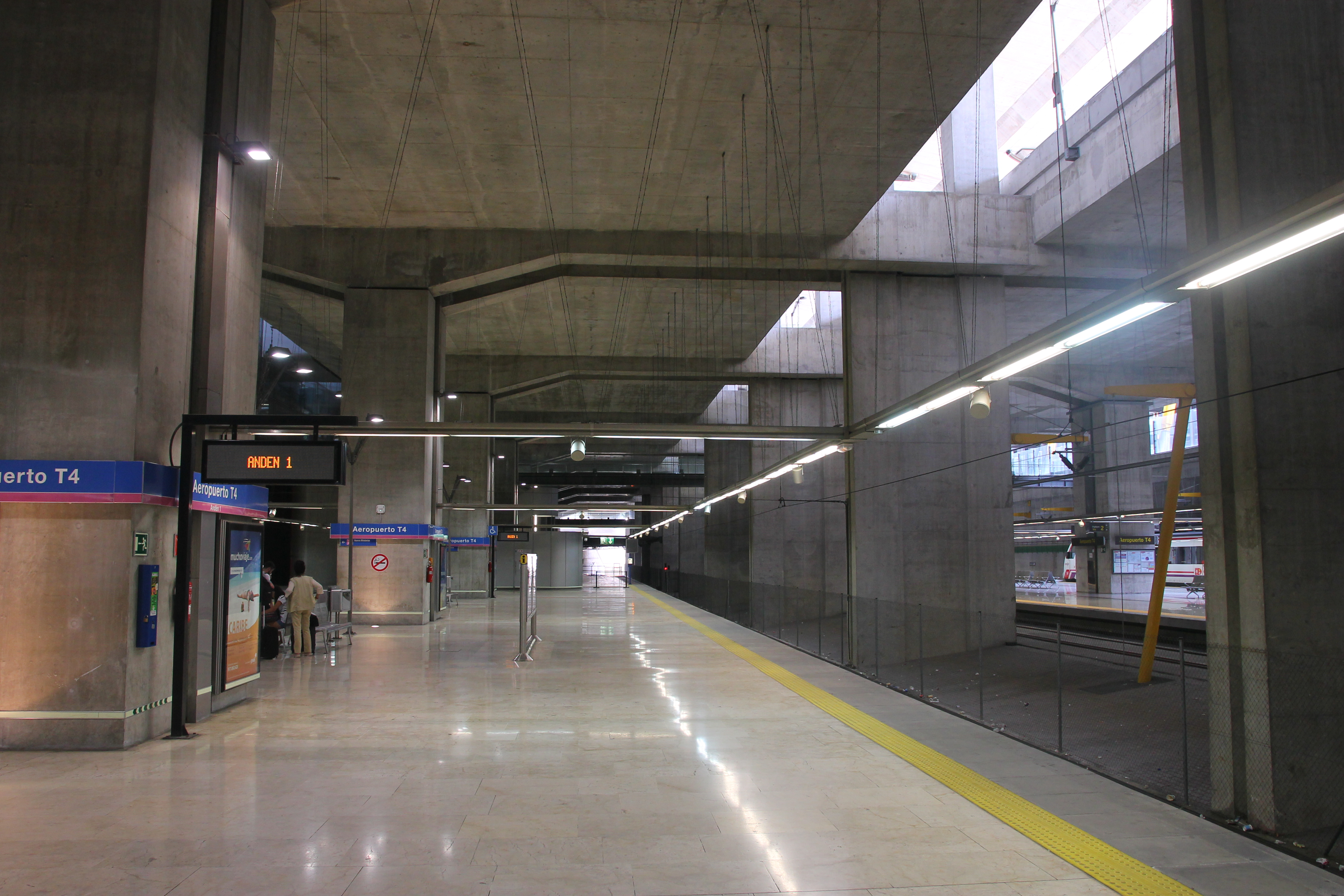
Hall de circulação da estação.

Aeropuerto T4 (terminal 4) é uma estação da Linha 8 do Metro de Madrid.

## Caracteísticas
O terminal foi construído no pavimento inferior do novo terminal T4 do Aeroporto Madrid-Barajas. A estação foi inaugurada a 3 de Maio de 2007 e apresenta a particularidade de exigir o pagamento de um suplemento especial para utilizadores de bilhete simples ou Metrobus, da mesma forma que acontece na estação Aeroporto T1-T2-T3. Ele está localizado na Zona tarifária A. A estação foi construída juntamente com as obras civis do terminal do aeroporto e a estação ferroviária.
A estação que atende a Cercanías Madrid corre paralelamente ao Metro, e pode ser vista de uma plataforma a outra.